# آلن نیبلو
آلن نیبلو (انگلیسی: Allan Niblo؛ زادهٔ ۱۹۶۴ میلادی) کارگردان فیلم و تهیه‌کننده فیلم اهل بریتانیا است.
از فیلم‌هایی که وی در آن‌ها نقش داشته‌است، می‌توان به جوخه، دابلیو. دلتا. زد، کودکان و کسب‌وکار اشاره نمود.